# Alan Miller (football américain)
Pour les articles homonymes, voir Alan Miller (homonymie) et Miller.
(en) Statistiques sur pro-football-reference
Alan Miller, né le 19 juin 1937 à Mount Kisco, dans l'État de New York et mort le 20 octobre 2024,est un joueur professionnel américain de football américain et un avocat. Il a joué au football américain universitaire pour les Eagles de Boston College et évoluait au poste de fullback en American Football League (AFL) pour les Patriots de Boston en 1960 et les Raiders d'Oakland de 1961 à 1965. Après sa carrière en AFL, il devient secrétaire général de la National Football League Players Association de 1967 à 1972.

## Carrière universitaire
Pendant ses études à Boston College, Miller est membre des équipes All-East et All-New England en 1959, ainsi que de l'équipe Catholic All American en 1958 et 1959. Il est élu vainqueur du trophée Omelia en 1959 et est membre de l'équipe du Nord dans le Senior Bowl All Star Game joué à Mobile, Alabama, en 1960.
Il joue trois ans pour les Eagles, sous les ordres de l'entraîneur Mike Holovak (en). En 1956, il participe à neuf matchs des Eagles et réalise un total de 73 courses pour un gain de 419 yards et trois touchdowns. Il réceptionne également trois passes qui font gagner quatre yards, sans toutefois annoter. Durant la saison 1957, il dispute à nouveau neuf matchs et effectue 111 courses pour un total de 484 yards et cinq touchdowns, ce qui le classe premier de l'équipe. Ses sept réceptions de passe lui permettent de gagner 66 yards, mais son compteur de réceptions de touchdown reste vierge. Pour sa dernière année chez les Eagles, en 1958, il joue dix matchs et totalise 89 courses pour 421 yards et il marque quatre touchdonws, la deuxième meilleure performance des Eagles cette année là. Il n'a qu'une seule réception durant la saison, pour un gain de deux yards, qui lui permet d'annoter son premier touchdown en réception de sa carrière.
Il termine da carrière en NCAA avec un total de 273 courses, lui donnant un gain de 1 324 yards et 12 touchdowns et en plus, il réceptionne 11 passes, pour 72 yards et un touchdown.

### Statistiques NCAA
| Année          | Équipe                   | Statut         | MJ |     | Courses | Courses | Courses | Courses |       | Passes réceptionnées | Passes réceptionnées | Passes réceptionnées | Passes réceptionnées |
| Année          | Équipe                   | Statut         | MJ | Nb. | Yards   | Moy.    | TD      | Nb.     | Yards | Moy.                 | TD                   |                      |                      |
| 1956           | Eagles de Boston College | SO             | 9  | 73  | 419     | 5,7     | 3       | 3       | 4     | 1,3                  | 0                    |                      |                      |
| 1957           | Eagles de Boston College | JR             | 9  | 111 | 484     | 4,4     | 5       | 7       | 66    | 9,4                  | 0                    |                      |                      |
| 1958           | Eagles de Boston College | SR             | 10 | 89  | 421     | 4,7     | 4       | 1       | 2     | 2,0                  | 1                    |                      |                      |
| Totaux en NCAA | Totaux en NCAA           | Totaux en NCAA | 28 | 273 | 1 324   | 4,8     | 12      | 11      | 72    | 6,5                  | 1                    |                      |                      |

## Carrière en AFL
Miller est sélectionné au 19e tour, le 219e choix global, par les Eagles de Philadelphie, lors de la draft 1959 de la NFL (en). N'ayant pas été retenu, il signe avec les Patriots de Boston, de la nouvelle American Football League (AFL),  en 1960. Durant sa seule saison à Boston, il effectue 101 courses, pour un gain total de 416 yards, ce qui fait de lui le leader des Patriots, et deux touchdowns. Il réceptionne 29 passes, permettant de gagner 284 yards et il annote deux touchdowns supplémentaires. Il marque son premier touchdown à la course en AFL, le 8 octobre 1960, lors d'une victoire 35-0, contre les Chargers de Los Angeles.
Avant la saison 1961, il est envoyé aux Raiders d'Oakland, en échange du quarterback Babe Parilli et du fullback Billy Lott (en). Il termine sa première saison en Californie avec 85 courses, pour 255 yards gagnés et trois touchdown annotés. Ses 36 réceptions, pour un gain de 315 yards, lui permettent d'ajouter quatre touchdowns à son compteur. Ses performances lors de la saison lui rapportent une participation au AFL All-Star Game en fin d'année.
Lors du premier match de la saison 1962, une défaite 17-28 contre les Titans de New York, Miller enregistre 16 courses, pour un gain de 56 yards et un touchdown. C'est sa seule annotation de l'année, qui se termine avec 65 courses permettant un gain de 182 yards, ainsi que 20 réceptions pour 259 yards en 14 matchs.
Pour la saison 1963, Miller devient capitaine de l'équipe. Il apparaît dans 14 matchs et effectuant 62 courses pour 270 yards et trois touchdowns, en plus de 34 réceptions, représentant un gain total de 404 yards et deux touchdowns. Le 20 octobre, lors d'une victoire 49-26, contre les Jets de New York, il a son premier match avec deux touchdowns, un à la course et un en réception.
Miller ne joue pas pendant la saison 1964 car il retourne à l'université pour terminer ses études de droit, mais il revient en 1965.
La saison 1965 est sa dernière année professionnelle. Il y enregistre 73 courses, pour un gain de 272 yards et un touchdown, tandis qu'il réceptionne 21 passes, pour 208 yards et trois touchdowns. Il termine sa carrière dans le football américain en étant nommé MVP des Raiders en 1965.

### Statistiques AFL
| Année                    | Équipe                   | MJ                       |     | Courses | Courses | Courses | Courses |       | Passes réceptionnées | Passes réceptionnées | Passes réceptionnées | Passes réceptionnées |
| Année                    | Équipe                   | MJ                       | Nb. | Yards   | Moy.    | TD      | Nb.     | Yards | Moy.                 | TD                   |                      |                      |
| 1960                     | Patriots de Boston       | 14                       | 101 | 416     | 4,1     | 2       | 29      | 284   | 9,8                  | 2                    |                      |                      |
| 1961                     | Raiders d'Oakland        | 14                       | 85  | 255     | 3,0     | 3       | 36      | 315   | 8,8                  | 4                    |                      |                      |
| 1962                     | Raiders d'Oakland        | 14                       | 65  | 182     | 2,8     | 1       | 20      | 259   | 13,0                 | 0                    |                      |                      |
| 1963                     | Raiders d'Oakland        | 14                       | 62  | 270     | 4,4     | 3       | 34      | 404   | 11,9                 | 2                    |                      |                      |
| 1965                     | Raiders d'Oakland        | 14                       | 73  | 272     | 3,7     | 1       | 21      | 208   | 9,9                  | 3                    |                      |                      |
| Totaux chez les Patriots | Totaux chez les Patriots | Totaux chez les Patriots | 101 | 416     | 4,1     | 2       | 29      | 284   | 9,8                  | 2                    |                      |                      |
| Totaux chez les Raiders  | Totaux chez les Raiders  | Totaux chez les Raiders  | 285 | 979     | 3,4     | 8       | 111     | 1 186 | 10,7                 | 9                    |                      |                      |
| Totaux en AFL            | Totaux en AFL            | Totaux en AFL            | 386 | 1 395   | 3,6     | 10      | 140     | 1 470 | 10,5                 | 11                   |                      |                      |

## Carrière d'avocat
Miller fait ses études de droit à l'université de Boston et y obtient son diplôme de juris doctor (doctorat en droit) cum laude (mention honorifique) en 1964, terminant deuxième de sa classe,,. Il est rédacteur en chef de la Boston University Law Review. Au terme de sa carrière de footballeur et d'étudiant en droit, il occupe le poste d'avocat général de l'American and National Football League Players Association de 1967 à 1972. En 2007, Miller reçoit le Silver Shingle Award de la faculté de droit de l'université de Boston pour ses services exceptionnels à la profession juridique,. Miller a également été conseiller juridique de la World Football League Players Association.
Miller est un avocat et un agent de sport automobile qui représente diverses stars, notamment Jimmie Johnson, Helio Castroneves, Clint Bowyer, Martin Truex Jr. et Greg Moore. Miller, ainsi que Castroneves, sont accusés en 2008 de fraude fiscale et de conspiration dans le cadre du premier contrat de Castroneves avec Penske Racing, qui est signé après la mort de Moore.

### Articles de journaux
1. ↑  (en) admin, « Alan Miller Obituary - Death Notice and Service Information », sur Legacy.com, 22 octobre 2024 (consulté le 9 décembre 2024)
2. 1 2 3 4  (en-US) Tim Tuttle, « The unlikely rise and unfathomable fall of Alan Miller. », sur Sports Illustrated, 4 mars 2009 (consulté le 12 février 2020)
3. 1 2 3 4  (en) « Alan R. Miller Attorney | Motorsports Lawyer | Birmingham, Michigan », sur www.alanrmillerpc.com (consulté le 12 février 2020)
4. ↑  (en) « Reese's Senior Bowl - All Time Roaster », sur Senior Bowl (consulté le 12 février 2020)
5. ↑  (en) « Legendary Football Player and Coach Mike Holovak Dies », sur Boston College Athletics (consulté le 12 février 2020)
6. 1 2  (en) « 1956 Boston College Eagles Stats », sur College Football at Sports-Reference.com (consulté le 12 février 2020)
7. 1 2  (en) « 1957 Boston College Eagles Stats », sur College Football at Sports-Reference.com (consulté le 12 février 2020)
8. 1 2  (en) « 1958 Boston College Eagles Stats », sur College Football at Sports-Reference.com (consulté le 12 février 2020)
9. 1 2  (en) « Alan Miller College Stats », sur College Football at Sports-Reference.com (consulté le 12 février 2020)
10. ↑  (en) NFL Draft, PediaPress (lire en ligne), p. 715
11. ↑  (en) « 1960 Boston Patriots Statistics & Players », sur Pro-Football-Reference.com (consulté le 12 février 2020)
12. 1 2  (en) « Alan Miller 1960 Game Log », sur Pro-Football-Reference.com (consulté le 12 février 2020)
13. ↑  (en) « Boston Patriots at Los Angeles Chargers - October 8th, 1960 », sur Pro-Football-Reference.com (consulté le 12 février 2020)
14. ↑  (en-US) « A look at the history of trades between the Raiders and Patriots », sur Black Hole Banter, 20 mars 2018 (consulté le 12 février 2020)
15. ↑  (en) « Alan Miller 1961 Game Log », sur Pro-Football-Reference.com (consulté le 12 février 2020)
16. ↑  (en) « New York Titans at Oakland Raiders - September 9th, 1962 », sur Pro-Football-Reference.com (consulté le 12 février 2020)
17. ↑  (en) « Alan Miller 1962 Game Log », sur Pro-Football-Reference.com (consulté le 12 février 2020)
18. ↑  (en) « Alan R. Miller (1988) - Varsity Club Hall of Fame », sur Boston College Athletics (consulté le 12 février 2020)
19. ↑  (en) « Alan Miller 1963 Game Log », sur Pro-Football-Reference.com (consulté le 12 février 2020)
20. ↑  (en) « New York Jets at Oakland Raiders - October 20th, 1963 », sur Pro-Football-Reference.com (consulté le 12 février 2020)
21. ↑  (en) « Alan Miller 1965 Game Log », sur Pro-Football-Reference.com (consulté le 12 février 2020)
22. ↑  (en) « Alan Miller Stats », sur Pro-Football-Reference.com (consulté le 12 février 2020)
23. ↑  (en) « Alan Miller - Business Profile | Alan R. Miller P.C | ZoomInfo.com », sur ZoomInfo (consulté le 13 février 2020)
24. 1 2  (en) « 2007 Silver Shingle Award Winners. », sur Issuu, BU Law Honors, 2007 (consulté le 13 février 2020), p. 26
25. ↑  (en) « History - The 1970's - AFL and NFL Players Associations Merge. », sur www.nflplayers.com, NFLPlayers.com, 11 octobre 2010 (version du 11 octobre 2010 sur Internet Archive)
26. ↑  (en) « Past Silver Shingle Award Recipients | School of Law », sur www.bu.edu (consulté le 13 février 2020)
27. ↑  (en-US) United Press International, « W.F.L. Recognizes Player Association », The New York Times,‎ 2 novembre 1974 (ISSN 0362-4331, lire en ligne, consulté le 13 février 2020)
28. ↑  (en) Jen Preston, « Jimmie Johnson, Roger Penske Among Those To Testify for Helio Castroneves », sur Bleacher Report, 28 février 2009 (consulté le 13 février 2020)
29. ↑  (en) Jen Preston, « Jimmie Johnson, Roger Penske Among Those To Testify for Helio Castroneves », sur Bleacher Report (consulté le 13 février 2020)

### Ouvrages
1. ↑  Carew 2012, p. 274.
2. ↑  Shmelter 2014, p. 272.